# Dinawar
Koordinaten: 34° 35′ 0″ N, 47° 25′ 0″ O
Dinawar (persisch دینور) war eine wichtige mittelalterliche Stadt im Westiran. Die Ruinen der Stadt liegen nordöstlich der Stadt Kermānschāh in der gleichnamigen Provinz.
Wann die Stadt gegründet worden ist, ist nicht bekannt. Sie ist mindestens seit der Periode des Seleukidenreich bekannt. Funde von Statuen von Satyren und Silenos deuten darauf hin, dass die griechischen Einwohner Dinawars hier Dionysos verehrten. Zur Zeit der Sasaniden war Dinawar eine wichtige Festung an der Grenze des Reiches. Anfang des 6. Jahrhunderts wurde Dinawar von den Chasaren aus dem Kaukasus angegriffen. Kurz nach der Niederlage der Sasaniden gegen die muslimischen Araber im Jahr 642 in der Schlacht bei Nehawend wurde Dinawar von den Arabern erobert. Diese nannten die Stadt Māh al-Kūfa. Schließlich wurde das gesamte Sasanidenreich erobert und neu geordnet. Dinawar wurde zu einer der wichtigsten und reichsten Städte in der Provinz Dschibal, die den ganzen Westen des Irans umfasste. Es lag in einer fruchtbaren Ebene, die durch den Fluss Dscham-i Dinawar bewässert wird, und hatte reiche Obsthaine, Getreidefelder und einen großen Basar. Laut dem Geografen Ibn Hauqal war Dinawar zwar kleiner als Hamadan, übertraf diese aber an Reichtum und der Anzahl der Gelehrten. Außerdem lag Dinawar an der wichtigen Großen Chorasan-Straße von Bagdad nach Chorasan.
Als al-Muqtadir Kalif war, befand sich das muslimische Reich in einer kritischen Phase. Es kam zu Aufständen lokaler Herrscher gegen den Kalifen und zu Abspaltungen. So eroberte der General Mardawi ibn Ziyar, der die Dynastie der Ziyariden gründete, Dschibal und Fars. Dinawar fiel 931 an ihn und Tausende der Einwohner starben dabei. Nachher herrschten die dailamitischen Buyiden und die Kakuyiden über Dinawar. Im 10. und 11. Jahrhundert war Dinawar Hauptstadt der kurdischen Hasanwayhiden, die die Stadt wieder aufbauten. Später verlor die Stadt langsam an Bedeutung, während das benachbarte Kermānschāh immer wichtiger wurde. 1172 wurde sie von oghusischen Seldschuken geplündert und konnte nicht mehr zur alten Größe zurückfinden. Timur verwüstete dann am Ende des 14. Jahrhunderts die Stadt komplett, so dass sie nie wieder aufgebaut worden ist.

## Söhne und Töchter der Stadt
- Ad-Dīnawarī – Botaniker, Historiker, Geograph, Astronom und Mathematiker des 9. Jahrhunderts

## Quelle
- Dinawar. In: Ehsan Yarshater (Hrsg.): Encyclopædia Iranica. (englisch, iranicaonline.org – mit Literaturangaben).
- Artikel Dīnawar von Lockhart in The Encyclopaedia of Islam. New Edition